# Poecilia latipinna
Molly lyre, Molliénésie à voilure
Espèce
Statut de conservation UICN

 LC  : Préoccupation mineure
Poecilia latipinna, le Molly lyre ou la Molliénésie à voilure, est une espèce de poissons d'eau douce de la famille des Poeciliidae. C'est un poisson d'aquarium apprécié.

## Répartition
Ce poisson se rencontre depuis la Caroline du Nord (États-Unis) jusqu'à l’État de Veracruz au Mexique et a été introduit en Californie, au Nevada, en Arizona, au Nouveau-Mexique et peut-être ailleurs.

## Description
Poecilia latipinna peut mesurer, en longueur totale, jusqu'à 100 mm pour les femelles et jusqu'à 150 mm pour les mâles. Ces derniers se différencient aisément par leur grande nageoire dorsale en forme de voile. La teinte de ce poisson varie entre le vert, le gris et le noir ; des formes tachetées sont également communes.
Dans son habitat naturel ce poisson se nourrit principalement d'algues mais consomme également des rotifères, des petits crustacés (copépodes et ostracodes) et des insectes aquatiques.
C'est une espèce ovovivipare et, après 28 jours de gestation, la femelle donnent naissance à 10 à 100 jeunes. 

## Aquariophilie
Poecilia latipinna aime vivre en bac communautaire avec une eau dure. L'eau doit avoir une température comprise entre 21 et 29 °C, avec un pH légèrement alcalin compris entre 7,0 et 8,5 pour une dureté moyennement élevée comprise entre 10 °GH et 30 °GH. C'est une espèce très sensible aux maladies[réf. nécessaire].
C'est un poisson très facile à élever et prolifique, il faut donc faire attention à la surpopulation ou à la consanguinité dans les bacs.[réf. nécessaire]
Ces poissons acceptent toutes les sortes de flocons et de nourritures vivantes. Il faut toutefois s'assurer de leur donner un apport en aliment végétal. Poecilia latipinna nécessite donc une nourriture comprenant des algues comme la spiruline.
Poecilia latipinna n'en pas agressif et se plait en bac communautaire. Les mâles se battent parfois entre eux notamment en période de frai.
| Origine         | Sud des États-Unis  | Eau           | Eau douce                  |
| Dureté de l'eau | de 10 à 30 °GH      | pH            | de 7,0 à 8,5               |
| Température     | de 20 à 28 °C       | Volume mini.  | 200 litres (communautaire) |
| Alimentation    | Végétarien/Omnivore | Taille adulte | 10 ou 15 cm                |
| Reproduction    | Ovovivipare         | Zone occupée  | milieu, haut               |
| Sociabilité     | Paisible            | Difficulté    | Facile                     |

### Reproduction
Ce poisson est ovovivipare. La température doit monter à 28 °C avec une eau d'un pH égal à 8,0 pour une dureté de 10 °GH. La végétation doit être très dense pour aider les alevins à se cacher.
Très prolifiques, les femelles peuvent donner naissance jusqu'à une cinquantaine d'alevins par portée.

### Principales espèces de la famille
Seule une petite proportion des près de deux cents espèces de poeciliidés a été étudiée dans un contexte écologique. Parmi ces espèces, les gambusies, notamment Gambusia affinis et G. holbrooki, sont les plus connues. Leur notoriété découle de leur utilisation répandue comme agents de lutte contre les moustiques, ce qui a conduit à de nombreuses études sur leur alimentation, leur habitat et leurs tolérances environnementales. En outre, des données écologiques existent pour d'autres espèces de Gambusia, ainsi que pour certaines espèces de Poecilia, Xiphophorus, Poeciliopsis, Heterandria et Belonesox.
Six espèces de Poeciliidae, parmi lesquelles Poecilia latipinna, font partie des cinquante espèces les plus populaires en aquariophilie et toutes ont le niveau de domestication le plus élevé :
- Poecilia latipinna (Lesueur, 1821)
- Poecilia reticulata  Peters, 1859 - le « guppy »
- Poecilia sphenops  Valenciennes, 1846
- Xiphophorus hellerii  Heckel, 1848 - le « xipho »
- Xiphophorus maculatus  (Günther, 1866)
- Xiphophorus varietus  (Meek, 1904)

## Noms vernaculaires
Ce taxon porte en français les noms vernaculaires ou normalisés suivants : Molliénésie à voilure (au Canada), Molly lyre.

## Systématique
Le nom valide complet (avec auteur) de ce taxon est Poecilia latipinna (Lesueur, 1821).
L'espèce a été initialement classée dans le genre Mollienesia sous le protonyme Mollienesia latipinna Lesueur, 1821, dont elle était l'espèce type et pour laquelle Lesueur avait créé le genre.
Poecilia latipinna a pour synonymes :
- Limia matamorensis Girard, 1859
- Limia poeciloides Girard, 1858
- Mollienesia latipinna Lesueur, 1821
- Mollienisia latipinna Lesueur, 1821
- Poecilia lineolata Girard, 1858
- Poecilia multilineata Lesueur, 1821

### Étymologie
Son épithète spécifique, est la combinaison en latin de latus, « grand(e) », et pinna, « nageoire », et fait référence à la grande nageoire dorsale du mâle.
Lorsqu'il décrit cette espèce en 1821, Lesueur l'attribua à un nouveau genre, Mollienesia (désormais invalide et synonyme de Poecilia), qu'il nomma en l'honneur de l'homme politique français Nicolas François Mollien (1758-1850), ministre des Finances,.

### Publication originale
- (en) C. A. Le Sueur, « Description of a new genus, and several species of fresh water fish, indigenous to the United States », Journal of the Academy of Natural Sciences of Philadelphia, Philadelphie, Inconnu, vol. 2, no 1,‎ janvier 1821, p. 2-8 (ISSN 0885-3479, OCLC 1460713, lire en ligne).